# Ramón Bengaray Zabalza
Ramón Bengaray Zabalza (Garralda, Navarra, 2 de febrer de 1896- ? 1936), sindicalista i polític republicà d'esquerres navarrès.

## Orígens
Fill d'un mestre que havia arribat a Garralda 7 anys abans de néixer Ramón. Un incendi devastador va calcinar gran part del poble en 1898, la qual cosa probablement va provocar el trasllat a Monreal de tota la família en 1900. La mort del seu pare en 1905, va provocar el trasllat a Pamplona de la família. Va ser internat al Seminari de Pamplona, d'on se'n sortiria poc després. Va aprendre l'ofici de caixista (oficial ajustador d'impremta). Va ser participi en la seva joventut de la refundació del Orfeón Pamplonés i va col·laborar en les publicacions El Provenir Pamplonés i La Nueva Navarra de tendència republicana i combatudes per l'Església. Va fundar Obrero Navarro.
En 1916 és regidor i funcionari de l'Audiència. Funda El Pamplonés. Semanario satírico defensor de los interesrs del pueblo. Va pertànyer al sindicat UGT dins de la Societat de Tipògrafs i Similars de Pamplona. També va treballar al Diario de Navarra. Va tenir per amistat al periodista i polític republicà Guillermo Frías (1881-1936).
En 1918 va fundar l'associació de Los Amigos del Arte de la qual posteriorment seria president. En 1919 publica en la revista quinzenal d'ideologia socialista La Protesta un article titulat "España dignifícate" pel qual va ser acusat d'injúries i amenaces al Rei i al govern i va ser condemnat a vuit anys de presó. Va ser indultat en el mateix any. El 29 de novembre d'aquest any es va casar amb Ramona Zapatero, amb qui va tenir tres fills.
També va ser directiu d'Osasuna, fundador del Club Larraina i esportista aficionat.

## La república
En 1931 va ingressar en el Partit Republicà Autònom Navarrès, però en 1932, es va afiliar al partit Acció Republicana en el qual va ser elegit president del comitè Provincial de Navarra. Ramón Bengaray amb Mariano Ansó crearien Izquierda Republicana de Navarra el 29 de març de 1934. Amb la unió d'Acció Republicana, el Partit Republicà Autònom Navarrès i el sector Independent del Partit Republicà Radical Socialista. La seu es va fixar a la plaça de la República 37 (actual plaça del Castillo). En els següents mesos es van anar adherint diferents agrupacions republicanes.
Ramón Bengaray va ser sempre partidari que Navarra fos inclosa en l'estatut Basc i així va votar en les diferents instàncies.
En 1936 va ser nomenat President del Front popular a Navarra, càrrec que mantindria fins a març. En aquestes eleccions, en què va vèncer el front Popular a Espanya, a Navarra va guanyar el Bloc de Dretes. (vegeu Resultats electorals a les Corts espanyoles a Navarra durant la Segona República). Després d'aquestes eleccions Ramón Bengaray al costat d'Aquiles Cuadra, també d'IR i Jesús Monzón del PCE van decidir arrabassar-li a la dreta la Gestora que governava la Diputació. Per això el 6 de març de 1936 es va dur a terme una ocupació de la Diputació, en la qual va ser detingut Jesús Monzón. A la tarda en incidents al costat del Diario de Navarra van resultar mortes dues persones, una dona i un jove de 16 anys.
En les eleccions per compromissaris Ramón Bergaray va ser el segon més votat de l'esquerra, amb un nombre de vots similar al primer que era Constantino Salinas, (vegeu Resultats electorals a les Corts espanyoles a Navarra durant la Segona República) amb nova victòria del Bloc de Dretes.
Bengaray, com molts altres havien denunciat la conspiració que s'estava preparant a Navarra. Si escau a través del seu partit Izquierda Republicana i, personalment, al seu amic Indalecio Prieto, llavors ministre.

## El cop d'estat
Quan es va produir el Cop d'estat que va iniciar la Guerra Civil els polítics del Front Popular i alguns sindicalistes es van reunir amb el Governador Civil de Navarra, Mariano Menor Poblador tractant de formar un gabinet de crisi. Allà hi eren Ramón Bengaray i Aquiles Cuadra, d'IR; Jesús Monzón, del PCE; el seu germà Carmelo i Constantino Salinas, del PSOE; Antonio García Fresca, regidor; Natalio Cayuela, secretari de l'Audiència; Tiburcio Osácar, director de Trabajadores!!; Salvador Goñi i Antonio García Larraeche, regidors. Posteriorment es van escampar en veure que la resistència era inútil.
Ramón Bengaray va romandre amagat i segons va relatar El Pensamiento Navarro va ser detingut el 21 d'agost d'aquest mateix any. Va ser afusellat poc després, el quan i on és un misteri, probablement el 24 d'agost. Va ser una de les Víctimes de la Guerra Civil a Navarra.